# Khawakpasset
Khawakpasset är ett bergspass i Afghanistan. Det ligger på gränsen mellan provinserna Baghlan och Panjshir, i den nordöstra delen av landet.